# 6 Pułk Artylerii Górskiej (austro-węgierski)
Pułk Artylerii Górskiej Nr 6 (niem. Gebirgsartillerieregiment Nr. 6, GAR. 6) – pułk artylerii górskiej cesarskiej i królewskiej Armii.

## Historia pułku
Pułk został utworzony 1 marca 1913 roku. Równocześnie dotychczasowy Pułk Artylerii Górskiej Nr 6 w Tuzli został przemianowany na Pułk Artylerii Górskiej Nr 12. 
Sztab pułku razem z dywizjonem haubic stacjonował w Travniku, a dywizjon armat w Sarajewie na terytorium 15 Korpusu, natomiast kadra zapasowa mieściła się w Koszycach na terytorium 6 Korpusu, z którego pułk otrzymywał rekrutów. Pułk wchodził w skład 2 Brygady Artylerii Górskiej w Sarajewie.